# Idrossido
Gli idrossidi sono composti salini ternari costituiti da un metallo, ossigeno e idrogeno e hanno formula generale M(OH)n, dove n è il numero di gruppi anione idrossido (OH-) legati al catione metallico. Gli idrossidi disciolti nell'acqua, dissociandosi, rilasciano il gruppo OH- e uno ione metallico positivo.

Formula di struttura di uno ione idrossido (OH^{-}). Sono indicati anche i doppietti elettronici sull'atomo di ossigeno.

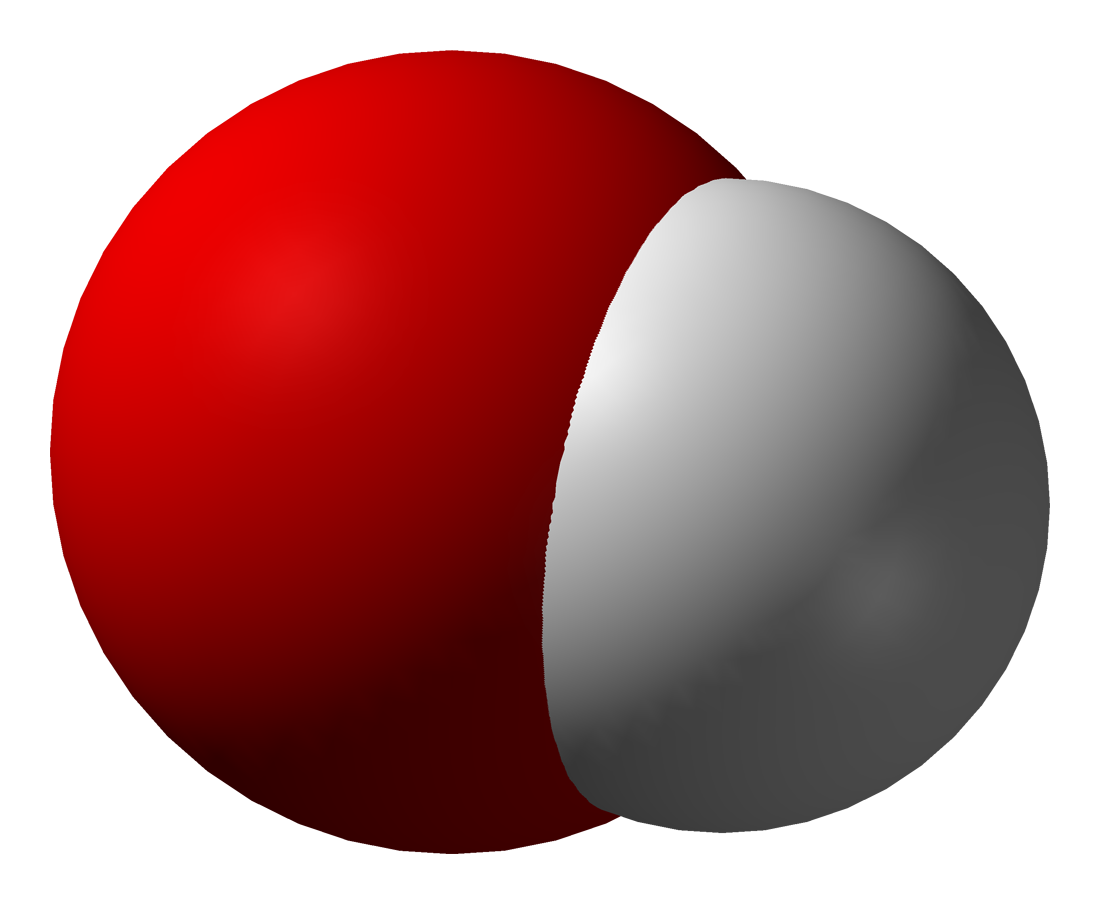
Rappresentazione 3D di uno ione idrossido (OH^{-}).

Sono tutti basi di Arrhenius più o meno forti e si possono formare tramite reazione formale tra l'acqua e un ossido basico, come negli esempi:
{\displaystyle {\ce {Na2O + H2O -> 2NaOH}}}
{\displaystyle {\ce {CaO + H2O -> Ca(OH)2}}}
{\displaystyle {\ce {Al2O3 + 3H2O -> 2Al(OH)3}}}

## Nomenclatura
La nomenclatura è tradizionale o IUPAC.
La nomenclatura IUPAC (International Union of Pure and Applied Chemistry) ha le seguenti regole per nominare gli idrossidi:
- Vengono chiamati Idrossido di... seguito dal nome del metallo.
- Se il metallo può formare idrossidi in cui ha diversi stati di ossidazione ci sono vari modi di chiamarli:
  - Idrossido di... seguito dal nome del metallo e dal suo numero di ossidazione
  - Anteponendo a Idrossido di (Metallo) un prefisso che indica il numero di ossidrili a cui il metallo è legato (di-, tri-, tetra-, ecc.).

La nomenclatura tradizionale invece, segue queste regole:
- Se il metallo con cui è formato il legame ha un solo numero di ossidazione, si indica con Idrossido di ... seguito dal nome del metallo.
- Se invece il metallo possiede più ossidazioni, allora si usa scrivere Idrossido ... seguito dal nome del metallo con suffisso -ico o -oso a indicare rispettivamente il più alto e il più basso tra i numeri di ossidazione più comunemente utilizzati del metallo stesso (in alcune tavole, i numeri di ossidazione sono disposti secondo importanza, per cui basterà considerare i primi due numeri positivi indicati, in quanto il gruppo ossidrilico assume sempre un numero di ossidazione complessivo di -1).

Ad esempio il ferro può avere numero di ossidazione +2 o +3 e dare i rispettivi idrossidi:
- Fe(OH)2 di-idrossido di ferro, idrossido di ferro(II), idrossido ferroso
- Fe(OH)3 tri-idrossido di ferro, idrossido di ferro(III), idrossido ferrico

## Categoria degli idrossidi
Gli idrossidi essenzialmente sono costituiti da elementi del primo e del secondo gruppo della tavola periodica quindi con i metalli alcalini e alcalino-terrosi e dai sistemi atomici anfoteri. Un esempio di idrossido di un sistema atomico anfotero è Al(OH)3 tri-idrossido di alluminio o idrossido di alluminio(III) (o ancora idrossido alluminico, obsoleto).

## Caratteristiche degli idrossidi: la basicità e gli equilibri di precipitazione
Gli idrossidi sono dei sistemi basici cioè in grado di rilasciare anioni idrossido OH- in soluzione acquosa (teoria acido base di Arrhenius), di accettare protoni (H+) in qualsiasi tipo di solvente (teoria acido-base di Bronsted-Lowry) o di donare un doppietto elettronico (teoria acido-base di Lewis). Per questi sistemi esiste quindi un equilibrio acido-base governato da una costante termodinamica KT funzione dell'attività delle specie in soluzione e che può essere separata in due costanti: una costante dipendente dalle concentrazioni delle specie in soluzione e una costante dipendente dai coefficienti di attività ionica delle specie in soluzione:
KT = Keq x Kγ
L'equilibro della nostra specie basica (l'idrossido) quindi è:
M(OH)= M+ + OH-
Kγ = γM+ x γOH+ / γM(OH)
γ è il coefficiente di attività ionica dipendente dalla carica degli ioni, dalla temperatura della soluzione (T), dalla costante dielettrica del solvente (D), da un termine correttivo (B) e dalla forza ionica delle specie in soluzione (u) e questi coefficienti di attività ionica per una specie possono essere ricavati tramite la legge di Debye-Hückel. Da ricordare che in soluzione non si possono isolare ioni né tanto è possibile conoscere il coefficiente di attività per un singolo ione. Però per soluzioni diluite si è visto che i coefficienti di attività ionica γ tendono tutti a 1 quindi è possibile effettuare un'approssimazione e considerare per il nostro equilibrio acido-base o di precipitazione la sola costante di equilibrio dipendente dalle concentrazioni e ciò ci permette di lavorare con le concentrazioni e conoscere pH, descrivere curve acido-base, ecc. perché altrimenti per soluzioni fortemente concentrate a partire da 1M in su entra in gioco la forza ionica e quindi i coefficienti di attività non tendono più a 1 quindi bisogna calcolarli con la legge di Debye-Hückel e nonostante ciò si ottengono risultati che scartano abbastanza dal valor vero. Quindi:
Keq = [M+] x [OH-]/[M(OH)]
Generalmente le specie neutre come M(OH) in soluzione acquosa si presentano sotto forma di precipitato in quanto hanno un basso prodotto di solubilità e quindi il sistema acqua non è in grado di rompere la molecola dell'idrossido per poterla scindere in catione e anione. Quindi per la specie M(OH) neutra che si presenta sotto forma di precipitato essendo appunto un solido, la sua attività sarà unitaria quindi avremo:
Keq = [M+] x [OH-]
Questa è la legge che governa l'equilibrio di solubilità di una specie generica M(OH). Se la specie fosse stata M(OH)2 l'equilibrio viene scritto in questo modo:
M(OH)2= M(OH)+ + OH- = M2+ + 2OH-
e la costante di equilibrio:
Keq = [M++] x [OH-]2
Le basi, in generale, possono essere classificate anche come mono-basiche, cioè in grado di accettare un protone (soda caustica o idrossido di sodio, NaOH) o poli-basiche, cioè in grado di accettare più protoni (es. idrossido di calcio Ca(OH)2 ). Possono inoltre essere basi forti se sono completamente dissociate in soluzione (ovvero quando l'equilibrio è spostato totalmente a destra) o basi deboli quando la dissociazione è parziale, portando alla formazione di un equilibrio chimico. Diverso è il discorso per i composti ionici. Essendo che gli idrossidi sono composti ionici (e come tali in soluzione possono presentarsi solo nella loro forma dissociata, indipendentemente dalla solubilità, con un eventuale corpo di fondo -che non partecipa mai all'equilibrio chimico della soluzione- quando essa risulta bassa), la loro "forza" come basi risulta più che altro in funzione del grado di solubilità: NaOH (idrossido di sodio), ad esempio, viene considerato una base forte in virtù della sua alta solubilità come composto ionico.

## Lista degli idrossidi più comuni
- Idrossido di litio
- Idrossido di sodio (conosciuto anche come "soda caustica")
- Idrossido di potassio (conosciuto anche come "potassa caustica")
- Idrossido di rubidio
- Idrossido di cesio
- Idrossido di berillio
- Idrossido di magnesio
- Idrossido di calcio (conosciuto anche come "calce spenta")
- Idrossido di stronzio
- Idrossido di bario
- Idrossido di alluminio
- Idrossido di gallio
- Idrossido di indio
- Idrossido di stagno